# Fritz Bauer (Bibliothekar)
Friedrich „Fritz“ Bauer (* 20. Februar 1865 in Würzburg; † 29. Januar 1936 ebenda) war ein deutscher Bibliothekar. 

## Leben
Er war katholischer Konfession und der Sohn des Würzburger Schreinermeister Johann Bauer und seiner Ehefrau Barbara geborene Wolz. Nach dem Besuch der Volksschule ging Friedrich "Fritz" Bauer aufgrund seiner guten schulischen Leistungen an das Humanistische Gymnasium. Im Anschluss studierte er an den Philologischen Instituten der Universitäten Würzburg und München. Aus der Faschingszeit des Jahres 1885 ist die Verhängung einer Disziplinarstrafe gegen ihn an der Universität Würzburg bekannt. Er verteilte mit drei seiner Mitstudenten Zettel mit dem Spottgedicht Das hohe Lied vom Storch, das sich gegen den Studienrektor Anton Miller richtete, weil seine Fähigkeit bezweifelt wurde, sein Rektoratsamt rechtmäßig auszuführen. Als Strafe wurde Fritz Bauer zu einer dreitägigen Einzelhaft im Karzer verurteilt. Im Karzer der Universität Würzburg verewigte sich Fritz Bauer durch eine Inschrift an der Wand.
1888 legte er das Staatsexamen der französischen und 1890 der englischen Sprache ab. Er promovierte 1899 zum Dr. phil. Das Thema seiner Dissertation lautete: Das Personalpronomen in Le pèlerinage de vie humaine. Danach war er als Privatlehrer und Schriftsteller tätig. Im Jahre 1897 trat Fritz Bauer als Assistent an der Universitätsbibliothek Würzburg in den bayerischen Staatsdienst ein. 1902 wurde er zum Bibliothekssekretär und 1907 zum Bibliothekar befördert. Als Staatsoberbibliothekar war Fritz Bauer bis zu seiner Pensionierung im Jahre 1930 an der Universitätsbibliothek Würzburg tätig. Er war u. a. Mitglied der Gesellschaft für Theatergeschichte. 1936 verstarb Fritz Bauer in seiner Heimatstadt Würzburg.

## Familie
Er heiratete am 10. August 1899 in Würzburg Frieda, die Tochter des Polizeioberinspektors Adolf Dosch. Aus der gemeinsamen Ehe gingen die Kinder Betty (* 1901), Luise (* 1905) und Alfred (1911–1986) hervor. Letzterer wurde Jurist und war von 1951 bis 1976 der Leiter der Internationalen Filmfestspiele Berlin (Berlinale). Nach ihm ist der Alfred-Bauer-Preis benannt.
Fritz Bauer wohnte mit seiner Familie in Würzburg, Ludwigskai 17.